# 해석기하학

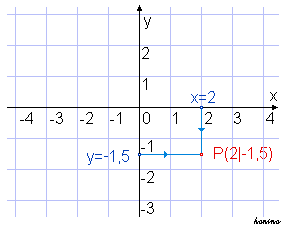
직표 좌표계

해석기하학(解析幾何學, analytic geometry)이란 여러 개의 수로 이뤄진 순서쌍(또는 좌표)을 기하학적으로 나타내는 방법인 좌표기하학 또는 카테시안 기하학을 달리 부르는 이름이다. n개의 수를 사용하여 나타낸 n-순서쌍의 수를 미지수로 하는 방정식의 형태로 도형의 성질을 설명한다. 이때 2차원 좌표계 평면에서는 n=2이고, 3차원 좌표계 공간에서는 n=3이다. 일반적으로 수학자들은 해석기하학에서 방정식을 대수적으로 나타내어 다룸으로써 도형의 위치 및 형태를 결정하거나 분류한다. 해석기하학은 수학에서 2가지 뜻으로 해석된다. 현대적인 의미에서는 해석적 다양체의 기하학을 가리킨다. 이 글은 고전적이고 기초적인 의미 위주로 설명한다.
고전 수학에서 해석기하학은 해석학과 대수학의 원칙, 그리고 좌표계를 이용한 기하학이다. 이는 특정한 기하학적 개념을 원초적으로 다루고공리와 정리에 기반한 추론을 이용하는 유클리드 기하학의 종합기하학과 대조된다.
일반적으로 데카르트 좌표계는 2~3차원으로 된 평면, 직선, 직사각형에 대한 방정식을 다루는 데 이용된다. 기하학적으로는 유클리드 평면 (2차원)과 유클리드 공간 (3차원)을 연구한다. 교과서에서 나온 바와 같이 해석기하학은 더 단순히 설명할 수 있다: 기하학적 모양을 수많은 방법으로 정의하고 결과로부터 수치 정보를 가져오는 것과 관련할 수 있다. 그러나 수치적인 결과는 벡터나 도형일 수도 있다. 실수의 대수가 기하학의 선형 연속체에 대하여 결과를 양산하는 데 이용할 수 있는 것은 칸토어 데데킨트 공리에 달려 있다.

## 역사
해석기하학은 프랑스의 철학자이자 수학자, 과학자인 르네 데카르트(1596~1650)가 좌표를 사용하여 공간에 있는 점들을 알아내는 방법을 설명한 책을 출간하면서 시작되었다고 할 수 있다. 데카르트는 처음으로 그래프를 그려 수학적 함수를 기하학적으로 해석하였다. 오늘날의 카테시안 좌표는 데카르트의 라틴어 이름인 '레나투스 카르테시우스'에서 유래한 것이다. 거의 같은 시기에 프랑스의 수학자 피에르 드 페르마(1601~1665)도 좌표기하학에 대한 아이디어를 확립해가고 있었다. 그러나 데카르트와 달리 페르마는 자신이 연구한 것을 발표하지 않았다. 오늘날의 카테시안 좌표는 데카르트와 페르마, 두 수학자의 연구로 완성된 것이라 할 수 있다.

## 같이 보기
- 응용수학
- 벡터곱
- 벡터 공간